# Salix sericocarpa
Salix sericocarpa är en videväxtart som beskrevs av Nils Johan Andersson. Salix sericocarpa ingår i släktet viden, och familjen videväxter. Inga underarter finns listade i Catalogue of Life.